# Kühlung eines Kompressors
 Beim Einsatz von Kompressoren zur Gasverdichtung entsteht durch deren Betrieb Wärme, da Energieumwandlung zu 100 % erfolgen muss. Diese Wärme muss zum Schutz des Aggregats abgeführt werden. Ein Teil wird über das geförderte Gas abgeführt, ein anderer Teil über Kühlsysteme.

## Nachkühler
Direkt nach der Verdichtung hat die Druckluft eine Temperatur zwischen 70 und 200 °C. Um diese Temperatur zu senken, werden Nachkühler eingesetzt, die gleichzeitig auch den Feuchtegehalt der Luft reduzieren. Die Nachkühler werden meist auch schon im Kompressor eingebaut. Wird er nicht direkt eingebaut, sollte der Nachkühler immer nahe hinter dem Kompressor eingebaut werden. Heiße Druckluft, die im Nachkühler abgekühlt wird, entwickelt dort anteilmäßig die größte Kondensatmenge. Das Kondensat ist möglichst schnell aus dem Druckluftsystem zu entfernen, damit es nicht in das Druckluftnetz gelangt. Nachkühler können mit Wasser oder mit Luft gekühlt werden und sollten immer über einen Wasserabscheider und einen automatischen Ableiter verfügen.

## Wassergekühlte Kompressoren

### Allgemein
Eine Anlage, die wassergekühlt ist, stellt nur geringe Anforderungen an die Kompressorraumbelüftung, da der weitaus größere Wärmeanteil über das Kühlwasser abgeführt wird. Das Kühlwasser transportiert ca. 90 % der vom Elektromotor überbrachten Leistung. Es gibt drei verschiedenen Varianten für die Auslegung: ein offenes System ohne Kreislaufwasser, ein offenes System mit Kreislaufwasser und ein geschlossenes System.

### Offenes System ohne Kreislauf
Bei diesem System wird das Kühlwasser entweder dem Leitungswassernetz der Stadt, einem See oder einem Fluss entnommen. Das Kühlmedium wird nur ein einziges Mal zur Kühlung des Kompressors verwendet und anschließend wie Grauwasser behandelt. Um Temperaturschwankungen zu vermeiden und den Wasserverbrauch zu regeln, sollte ein Regelthermostat die Steuerung des Zulaufs übernehmen. Der Druck des Kühlwassers darf den Maximaldruck nicht überschreiten. 
Dieses System ist einfach und kostengünstig zu installieren, doch die Betriebskosten, insbesondere bei Verwendung von Stadtwasser, sind sehr hoch. 
Wasser aus einem See oder Fluss muss gefiltert werden, bevor es zur Kühlung eingesetzt werden kann. Auch Salzwasser kann bei geeigneter Vorbehandlung als Kühlwasser verwendet werden.

### Offenes System mit Kreislauf
Bei diesem System wird das Wasser im Kreislauf gepumpt und in einem Kühlbehälter zurückgekühlt. Während Umgebungsluft in den Kühlbehälter geblasen wird, wird gleichzeitig das Wasser im Kühlbehälter zerstäubt, tropft nach unten und verdunstet zum Teil. Durch die entstehende Verdunstungskälte wird das Wasser um 2 °C unter die Umgebungstemperatur abgekühlt. Der Nachteil ist, dass in der Luft enthaltene Verunreinigungen das Wasser verschmutzen. Wasser, das verdunstet, muss stetig nachgefüllt werden. Sich absetzender Schmutz mindert die Kühlleistung des Kühlbehälters. Das Wasser muss regelmäßig untersucht und mit Chemikalien versetzt werden, um es vor Algen, Mikroorganismen und Bakterien zu schützen.

### Geschlossene Systeme
Bei diesem System gibt es nur einen Kreislauf, bei dem dasselbe Wasser ununterbrochen zwischen Kompressor und Kühler zirkuliert. Dieser Kühler wird mit Wasser oder mit Umgebungsluft gekühlt.

### Technische Umsetzung
- Ölkreislauf: Die Reibungswärme, die das Schmieröl an den Lagern aufnimmt, wird dem System in einem Wärmeübertrager (gegen Wasser oder Luft) entzogen. Dabei wird mit Hilfe einer Pumpe das Öl unterhalb der Lager abgesaugt und über den Wärmeübertrager den Lagern wieder zugeführt.
- Gehäusekühlung: Der Kolbenraum, in dem das Gas komprimiert wird, ist mit Kühlkammern umgeben, in denen Kühlwasser zirkuliert. Da Wasser eine hohe spezifische Wärmekapazität besitzt, wird viel Wärmeenergie  entzogen. Durch eine Kühlwasserzirkulation über einen Luftkühler mittels einer Pumpe wird diese Wärmeenergie an die Umgebungsluft abgegeben.